# Euleucinodes
Euleucinodes é um gênero de mariposa pertencente à família Crambidae.